# Johann Heinrich Schmelzer

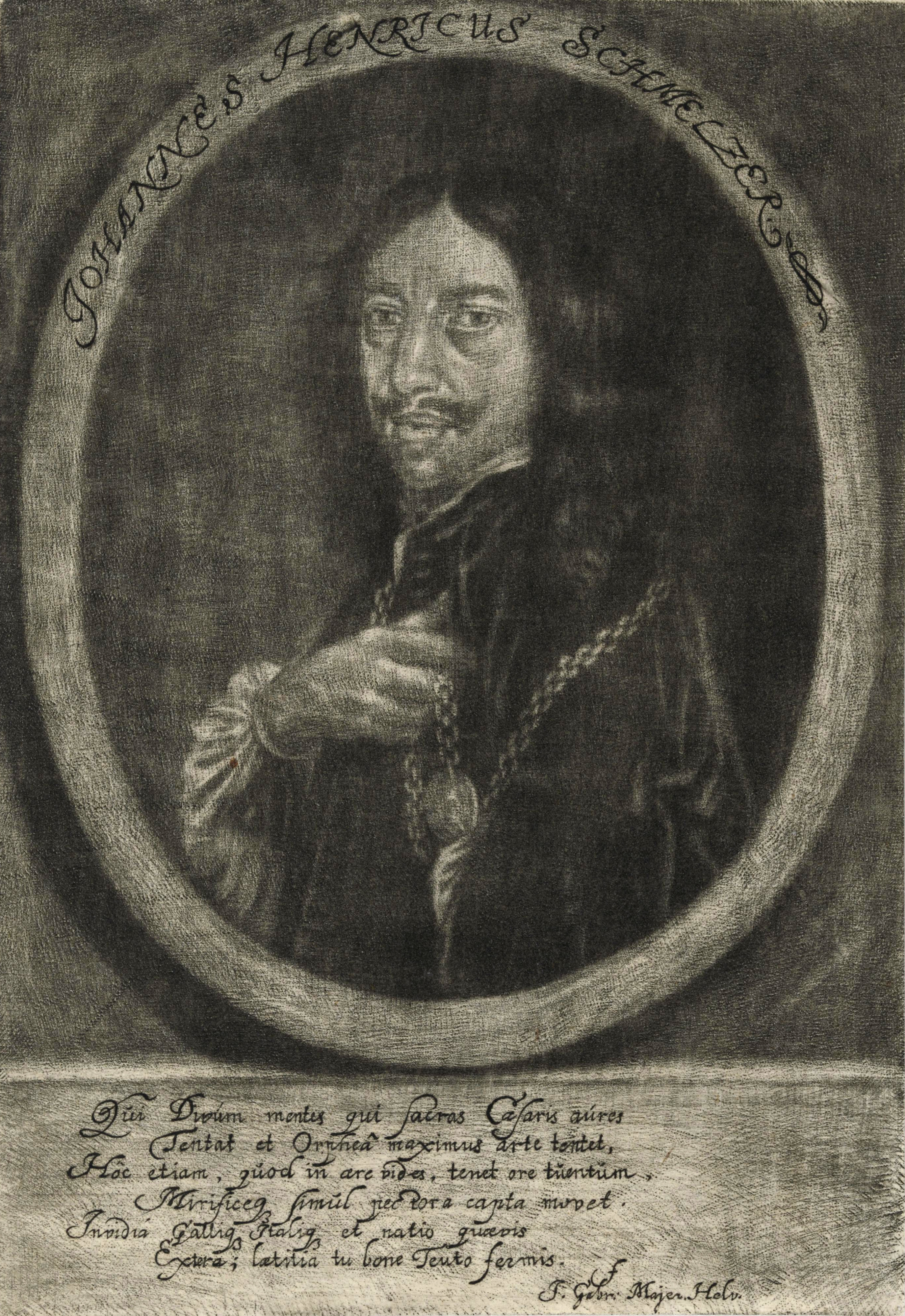
Johann Heinrich Schmelzer

Johann Heinrich Schmelzer (* um 1623 in Scheibbs; † zwischen 29. Februar und 20. März 1680 in Prag) war ein österreichischer Violinist, Komponist und Kapellmeister; er zählte zu den bekannteren Violinisten Österreichs. Schmelzer war der führende österreichische Komponist von Instrumentalmusik vor Heinrich Ignaz Franz Biber und hatte entscheidenden Einfluss auf die Entwicklung von Sonate und Suite.

## Leben
Sein Vater Daniel Schmelzer war Bäcker und Bürger von Scheibbs. Schmelzer wuchs offenbar im Feldlager auf, da sein Vater angeblich während des Dreißigjährigen Kriegs Offizier war. Wann genau J. H. Schmelzer nach Wien kam, ist nicht bekannt, ebenso wenig, bei wem er seine musikalische Ausbildung erhielt, möglicherweise waren dies Antonio Bertali, Burckhardt Kugler oder Giovanni Sansoni. Das früheste Dokument, in dem er erwähnt wird, ist mit seiner ersten Hochzeit am 28. Juni 1643 verbunden. In der Trauungseintragung wird er als Instrumentalis Musicus alhir in St. Stephan Thumbkhirchen bezeichnet. Eine kaiserliche Resolution von 1674 besagt jedoch, dass er seinen Dienst an der Wiener Hofmusikkapelle 1635 oder 1636 begann, wahrscheinlich als Violinist. Am 1. Oktober 1649 wurde er offiziell als Violinist am Hof-Orchester eingestellt. Seine Position und Funktionen während der darauf folgenden zwei Jahrzehnte sind nicht restlos geklärt. Aus der sehr begrenzten Anzahl von vorhandenen Quellen kann man jedenfalls schließen, dass er ein sehr produktiver Komponist war und auch als Violinist einen ausgezeichneten Ruf hatte.
1658 war er Leiter der Instrumentalmusik im Gefolge Leopolds I. bei dessen Krönung in Frankfurt. Sein enges Verhältnis zum Kaiser brachte ihm vor allem einen finanziellen Vorteil, machte ihn aber auch zu dessen musikalischem Ratgeber, der dem Kaiser bei seinen Kompositionen half. 1665 wurde er zum Ballettkomponisten ernannt, weshalb er künftig den Hof mit Balletti zu versorgen hatte. Einige dieser Ballettmusiken wurden als Divertissements in die Opern von Antonio Cesti und Antonio Draghi eingesetzt.
Am 13. April 1671 wurde er Vizekapellmeister in der Hofkapelle Leopolds I. Von dieser Zeit an hatte er auch immer mehr Aufgaben des kränkelnden Kapellmeisters Giovanni Felice Sances zu übernehmen. Seine Effizienz in dieser Position, verbunden mit vorherigen Errungenschaften und seinem ständig wachsenden Ruhm, dürften für Leopold I. also eher ausschlaggebend für die Zustimmung zu seiner Adelung 1673 gewesen sein als der Militärdienst seines Vaters, welchen er in seiner Petition beschrieb. In den Adelsstand erhob ihn der Kaiser 1673 mit dem Beinamen „von Ehrenruef“, ein Titel, der auf all seine ehelichen Nachkommen überging, wie etwa auf seinen ältesten Sohn Andreas Anton (1653–1701), der ebenfalls Komponist und Violinist war. Jedoch wurde J. H. Schmelzer erst am 24. November 1679, nach Sances’ Tod, als erster Nicht-Italiener offiziell zum Kapellmeister ernannt. Sein Antrag für den Posten, datiert vom 18. Dezember 1679 und beim Kaiser in Prag eingereicht, wohin der Hof vor der Pest geflohen war, erforderte die Anstellung rückwirkend vom 1. Juli an; sie wurde jedoch nur vom 1. Oktober an gewährt. Lange hatte er seine neue Position aber nicht inne; denn er fiel im Jahre 1680 der Pest zum Opfer, die inzwischen auch Prag erreicht hatte.

## Musik
Zusammen mit seinen älteren Zeitgenossen Sances und Bertali und mit dem jüngeren Draghi war Schmelzer einer der bedeutendsten Musiker am Habsburger Hof zwischen 1655 und 1680. Er war für die Entwicklung der Sonate und der Suite von großer Bedeutung, dabei ließ er Anregungen durch die österreichische Volksmusik in die melodische Gestaltung einfließen. Ohne sein Wirken wären die Leistungen seines Schülers Heinrich Ignaz Franz Biber oder die eines Johann Jakob Walther nicht möglich gewesen. In diesem Licht ist auch seine Anstellung dort als erster deutschsprachiger Kapellmeister im 17. Jahrhundert zu betrachten. Er hinterließ ein sehr reichhaltiges Œuvre, war aber lediglich als Komponist von Instrumentalmusik einflussreich (Ballett-Musik, Kammermusik). Seine zahlreichen liturgischen Werke (von denen die meisten nicht erhalten sind; 173 Werke sind im Distinta specificatione dell’archivio musicale per il servizio della cappella e camera cesarea, dem Katalog von Kaiser Leopolds Privatsammlung, aufgelistet) stammen aus den 1670er Jahren, also aus seiner Zeit als Vize-Kapellmeister. Die wenigen, die erhalten sind, lassen venezianischen Einfluss erkennen, welcher unter seinen italienischen Zeitgenossen vorherrschend war.

## Werke
Bühnenwerke
- Gli Dei concorrenti (Nicolò Minato), Epitalamio musicale 1676, Passau (gemeinsam Antonio Draghi)
- Hercules und Onfale (Librettist unbekannt), dramatische Kammermusik 1676, Wien
- L’infinità impicciolita (Minato), sepolcro, 16. April 1677, Wien
- Stärke der Lieb, sepolcro, 1677, Wien
- L’urno della sorte, ossequio musicale, 9. Juni 1677, Wien
- Le memorie dolorose (Minato), Sepolcro, 8. April 1678, Wien
- Le veglie ossequiose (Minato), Serenata, 1679, Laxenburg
- Die sieben Alter stimmen zusammen (Johann Albrecht Rudolph), 18. Januar 1680, Wien

Instrumentalmusik (handschriftlich, Auswahl)
- Balletto 2do (2 violini, viola, basso di viola) für Il pomo d’oro von Antonio Cesti 1668 (CZ-KRa A 755)
- Balletti a 4 (violino, 2 violae, violone) 1670 (CZ-KRa A 897)
- Balletti francesi (4 violae, 2 clarini) 1669 (CZ-KRa A 906)
- Balletto di centauri, ninfe et salvatici. A 3 Chori. Per la Festa à Schönbrunn 1674 (Choro 1: 5 viole radoppiati, Choro 2: 3 piffari et un fagotto, Choro 3: 2 cornetti muti et 3 tromboni) (CZ-KRA A 764)
- Balletto di matti (2 violini, violetta, basso) 1670 (CZ-KRa A 762)
- Balletto di pastori et ninfe a 5 (2 violini, 2 violettae, basso) 1673 (CZ-KRa A 752)
- Balletto di spiritelli (5 violae, 3 piffari, 1 fagotto con violone et cimbalo) (CZ-KRa lost – cf. Denkmäler der Tonkunst in Österreich, Vol. 105, *no. 6)
- Balletto di Zefferi (2 violini, 2 violettae, cembalo) 1675 (CZ-KRa A 748)
- Balletto genandt das Narrenspitall (violin, viola da gamba, theorbe)1667 (A-Wn Mus. Hs. 16583)
- Balletto primo: di spoglia di pagagi (2 violini, 2 violae, basso) 1678 (CZ-KRa A 920)
- Balletto quarto: di 7 pianeti (2 violini, 2 violae, basso) 1678 (CZ-KRa A 920)
- Ciaccona a 3 Chori (Choro 1: 4 viole radoppiati, Choro 2: 1 clarino, Choro 3: 2 flauti e 1 fagotto per libito) (CZ-KRa A 870)
- Fechtschuel a 4 (2 violini, violetta, organo) (CZ-KRa lost – cf. Denkmäler der Tonkunst in Österreich, Vol. 56, no. 12)
- La bella pastora (2 violini, bc) (D-W Cod.Guelf. 34.7 Aug 2°, no. 41)
- Lamento sopra la morte Ferdinandi III (2 violini, viola da gamba, organo) 1657 (F-Pn Rés. Vm7 673, no. 116)
- Polnische Sackpfeifen (2 violini, bc) 1660–70 (F-Pn Rés. Vm7 673, no. 10)
- Serenata con altre ariae a 5 (2 violini, 3 violae) 1669 (CZ-KRa A 905)
- Sonata a 2 (violino, fagotto) 1673 (CZ-KRa A 506a)
- Sonata a 2 (violino, viola da gamba, bc) (D-W Cod.Guelf. 34.7 Aug 2°, no. 25)
- Sonata a 2 (violino, viola da gamba, bc) (GB-Lbl Add. 31423)
- Sonata a 2 violini verstimbt (2 violini, bc ad lib) 1673 (CZ-KRa A 639)
- Sonata a 3 (violino, 2 violae con organo et violone) (CZ-KRa A 589a)
- Sonata a 3 (violino, trombone, fagotto) (CZ-KRa A 610)
- Sonata a 3 (violino, clarino, trombone) (CZ-KRa A 632)
- Sonata a 3 [La Pastorale] (2 violini è viol di gamba overo trombone) (S-Uu Instr. mus. i hs. 8:12)
- Sonata a 3 [Lanterly] (2 violini, viola da gamba, organo (S-Uu Instr. mus. i hs. 8:9)
- Sonata a 4 detta la Carolietta (violino, cornetto, trombone e fagotto) 1669 (CZ-KRa A 634)
- Sonata a 5 (2 violini, clarino, fagotto, viola da gamba con cimbalo) (CZ-KRA A 552)
- Sonata a 5 per camera. Al giorno delle Correggie 3 Juni 1678 (2 violini, 2 violae, fagotto con Violone et organo) (CZ-KRa A 496)
- Sonata a 6 duobus Choris [Battaglia] (Coro 1: 2 violini, viola, Coro 2: violino, 2 violae, bc) 1680 (CZ-KRa A 586)
- Sonata a 7 flauti (7 flauti, bc) (S-Uu Instr. mus. i hs. 58:8b)
- Sonata a 8 per chiesa e per camera (2 trombe, 6 viole, bc) 1679 (CZ-KRa A 551)
- Sonata a 11 per chiesa et camera (6 viole, 5 trombe) 1675 (CZ-KRa A 550)
- Sonata ad tabulam a 4 (2 violini, 2 flautae con organo) 1670 (CZ-KRa A 869)
- Sonata amabilis a 4 (violino, 2 brazze, violone) 1665 (CZ-KRa A 534) [= Sacro-profanus concentus musicus, Sonata 11]
- Sonata con arie zu der Keyserlichen Serenada (5 violini et 4 trombe, col timpano per libito) 1672 (CZ-KRa A 465)
- Sonata con tribus violinis (3 violini, organo) 1677 (CZ-KRa A 528a)
- Sonata Cucù (violino solo, basso) 1669 (CZ-KRa A 572a)
- Sonata Natalis (5 violae, 5 trombettae con violone et organo) 1680 (CZ-KRa A 583)
- Sonata Natalitia. A 3 Chori (Choro 1: 5 viole radoppiati, Choro 2: 3 piffari et 1 fagotto, Choro 3: 2 flauti ò 2 cornetti muti et tromboni) 1675 (CZ-KRa A 553)

Instrumentalmusik (im Druck)
- Duodena selectarum sonatarum (Nürnberg, 1659)
- Sacro-profanus Concentus Musicus (Nürnberg, 1662)
- Sonatae unarum fidium, seu a violino solo (Nürnberg, 1664)
- Arie per il balletto à cavallo (Wien, 1667)

Sonstige Werke
- 20 Deutsche Lieder
- O Jesu summa charitas für 4 Stimmen, 2 Violinen, 2 Violen und Basso Continuo, Manuskript: Dübensammlung Uppsala
- Terra triumphans jubila plaudite nymphae für 4 Stimmen, 2 Violinen und Basso Continuo, Manuskript: Dübensammlung Uppsala
- Venito ocyus, transeamus usque für 2 Tenöre, 2 Violinen, 2 Violen und Basso Continuo, Manuskript: Dübensammlung Uppsala
- Neben 11 Messen und 3 Trauermusiken rund 180 sakrale Kompositionen

## Aufführungen
31. August 1975: Konzert im Salzburger Dom
Missa Jesu Crucifixi für Soli und achtstimmigen Doppelchor
Mitwirkende: Elisabeth Lessky, Gabriele Sima, Edith Steininger, Hermine Saidula, Alan Paddle, Kenneth Garrison, William Wackett, Walter Raninger - Chor der 16. Österreichischen Werkwoche für Kirchenmusik, Mitglieder der Wiener Philharmoniker und des Mozarteums-Orchesters Salzburg, Orgel: Walter Sengstschmid, Leitung: Friedrich Lessky